# Frans Bruynseels
Frans Bruynseels (Rumst, 10 september 1913 - Reet, 19 december 2009) was een Belgisch politicus voor de CVP. 

## Levensloop
Beroepshalve was hij eerst tram- en nadien bus-bestuurder bij Nationale Maatschappij van Buurtspoorwegen (vooral op Lijn 50).
Hij was reeds politiek actief in Rumst in de jaren '50. Zo zetelde hij vanaf 1953 voor de CVP in de gemeenteraad van Rumst en in de periode 1973-1974 in de Provincieraad van Antwerpen. Na de fusie van Rumst met Reet en Terhagen werd hij in 1977 de eerste burgemeester van de nieuwe gemeente Rumst. Hij bleef in functie tot in 1986. 
Burgemeester Bruynseels nam zijn verantwoordelijkheid, o.m. door de infame stortplaats O.T.L. te Rumst te sluiten en te verzegelen nadat de eigenaars weigerden om het stortmoratorium te respecteren ( bron proefschrift Thomas Devriese, U. Gent )   
Als burgemeester was zijn humor spreekwoordelijk. Maar hij eiste van alle raadsleden wel dat ze aanwezig waren op de vergaderingen van de gemeenteraad. Excuses waren voor hem van geen tel. Zijn beroemdste uitspraak in dat verband luidt: "Als je huis brandt, laat het branden, daarover gaat de brandweer, je plaats is hier, in de gemeenteraad".   
De toeristische fietsroute, die Rumst, Reet en Terhagen verbindt, draagt zijn naam. Frans Bruynseels kreeg de titels van ere-burgemeester en van ereburger van Rumst.
Bruynseels was stichtend lid en eerste voorzitter van de plaatselijke afdeling van de KWB in 1948. Voordien was hij Kajotter. Verder was hij ook voorzitter van ACW - Rumst.